# Mormoopidae
I Mormoopidi (Mormoopidae Saussure, 1860) sono una famiglia di Chirotteri.

## Descrizione

### Dimensioni
La famiglia comprende pipistrelli di piccole e medie dimensioni con la lunghezza della testa e del corpo tra 40 e 77 mm, la lunghezza dell'avambraccio tra 35 e 65 mm e un peso fino a 20 g.

### Caratteristiche fisiche
Il trochite non si articola mai con la scapola. Il secondo dito della mano ha una falange, mentre gli altri ne hanno tre. Sono privi di foglia nasale, ma nel genere Mormoops il muso ha un aspetto peculiare. Le labbra sono espanse e ornate di varie pieghe in maniera tale da formare una sorta di imbuto che circonda la bocca. Delle corte setole circondano questa formazione e potrebbero indurre il flusso d'aria verso l'orifizio orale. Le narici sono incluse nel labbro superiore e sono circondate sia sopra che in mezzo da escrescenze e creste, fino a formare un piatto nasale. Le membrane alari in alcune specie sono attaccate talmente in alto lungo la spina dorsale da far sembrare la schiena priva di peli. In altre invece l'attaccatura è alquanto più bassa. La pelliccia è corta e densa ed è presente una variazione stagionale del colore. Il trago assume una forma unica tra tutti i chirotteri. Può essere sia lanceolato che munito di una piega secondaria posta ad angolo retto lungo l'asse longitudinale dell'apparato. La coda è lunga e si estende sempre oltre l'uropatagio.

## Distribuzione
Questa famiglia è diffusa nel continente americano, dal Messico fino al Brasile centrale e nelle Grandi Antille.

## Tassonomia
La famiglia comprende due generi:
- La scatola cranica è più larga che lunga. Sono presenti diverse falde sul mento. Le orecchie sono corte e rotonde.
  - Mormoops
- La scatola cranica è più lunga che larga. Una singola falda sul mento. Le orecchie sono strette e appuntite.
  - Pteronotus

## Evoluzione
La famiglia è presente in America settentrionale e nei Caraibi dal Pleistocene e nell'America meridionale solo recentemente.